# Tracteur Tom
Tracteur Tom (Tractor Tom) est une série télévisée d'animation britannique en 52 épisodes de 11 minutes, créée par Andrew Brenner et diffusée à partir du 9 février 2002 sur CITV.
En France, la série est diffusée depuis le 14 février 2005 sur France 5 dans l'émission Debout les Zouzous, et au Québec, depuis le 1er avril 2010 sur Yoopa.

## Synopsis
Destinée aux enfants de deux à six ans, la série raconte l'histoire de Tom, un tracteur parlant qui habite dans la ferme du Pré Charmant avec ses amis fermiers, engins et animaux. Les productions de la ferme sont uniquement végétales : blé, pommes, carottes; les moutons ne finissent jamais en gigots ni les poules à la broche.
La conclusion de pratiquement chaque épisode est : «Tom, mais qu'est-ce qu'on deviendrait sans toi ? »

## Personnages
- Tom, le tracteur rouge (accessoires : pelle, fourche, remorque, semoir, charrue, creuseur, faucheuse)
- Flore, la fermière (propriétaire)
- Max, son employé (vit dans une caravane)
- Philou, le quad (accessoire : remorque)
- Paquita, la jument
- Caramel, le poulain (fils de Paquita)
- Greg, le 4X4 de Max
- Riff, la chienne de Flore
- Jules, la moissonneuse
- Maude, la vache
- Minouche, la chatte de Flore
- Cancan et Coincoin, les canards
- les poules, anonymes, au nombre de 3
- les moutons, anonymes, au nombre de 8

Arrivent en cours de la série :
- Danie, l'avion de Flore
- Laura, la moto de Flore

## Voix
- Sabrina Leurquin : Flore
- Bruno Magne : Max / narrateur
- Nathalie Bienaimé : Tom
- Adrien Solis : Greg

## Épisodes

### Première saison
1. Un téléphone qui cancane (Ring Tone)
2. Magie à la ferme (Showtime Tom)
3. Pommes, pommes, pommes (Apple Squash)
4. Maman Tom (Baa Baa Tom Sheep)
5. Les Fous du ballon (Football Crazy)
6. Greg au lavage (Clean Machine)
7. Philou vole (Fly Away Buzz)
8. La Fugue de Jules (Where's Wheezy?)
9. La Grande Journée du sport (Sports Day)
10. Le Grand Saut (The Big Jump)
11. Du travail pour Philou (A Job for Buzz)
12. La Chasse au trésor (Treasure Trail)
13. Flore reine du carnaval (Carnival for Fi)
14. Un concert pour Paquita (Musical Mayhem)
15. La Déprime de Maude (Mo's Low)
16. L'Épouvantail (The New Scarecrow)
17. Jules et les extraterrestres (The Wheezy Files)
18. Le Grand Pique-nique (The Big Picnic)
19. Chacun son chouchou (Show and Tell)
20. Le Jardin fleuri (Flower Power)
21. Une partie de tennis (Anyone for Tennis?)
22. Les Poules zinzins (Haywire Hens)
23. Le Trou sans fond (The Big Hole)
24. Un cadeau surprise (Surprise for Fi)
25. Une journée bien remplie (Tom's Busy Day)
26. Rodéo (Rodeo)

### Deuxième saison
1. Philou s'en mêle (Buzz Helps Out)
2. Le Nouveau Ballon (The New Football)
3. Cache-cache (Hide and Seek)
4. Haut perché (Out of Reach)
5. Tous dans le bain (All For A Wash)
6. Une remorque a disparu (Trailer Trouble)
7. La Piste mystérieuse (Trail of Tricks)
8. La Nouvelle Machine (The New Vehicle)
9. Au secours Philou (Buzz To The Rescue)
10. Le Monstre de Laura (Rora's Monsters)
11. Les Chiots de Riff (Puppy Problems)
12. Un coin tranquille (Quiet Place)
13. Reviens Danie (Come Back Dusty)
14. La Course des moutons (The Great Sheep Race)
15. Max aux commandes (Matt's in Charge)
16. La Parade des animaux (The Farm Parade)
17. La Pluie (Rora and the Rain)
18. Le Baptême de l'air (Wheezy Wings)
19. Greg est génial (Rev the Hero)
20. La Grande Aventure (The Big Adventure)
21. La Chanson de la ferme (A Song for the Farm)
22. Ami ou ennemi (Two Harvesters)
23. La Danse des carottes (Carrot Dance)
24. Tom couve un œuf (Tom Hatches an Egg)
25. Greg suit la mode (Cool for Trucks)
26. Les Canards sauvages (Wild Ducks)

## Commentaires
Le caractère anthropomorphique des engins de la ferme rappelle les engins de Bob le bricoleur, autre série anglaise d'animation pour enfants également diffusée sur France 5 dans l'émission Debout les Zouzous.